# Deposit
Deposit és una vila del Comtat de Broome a l'Estat de Nova York dels Estats Units d'Amèrica.

## Demografia
Segons el cens dels Estats Units del 2000 Deposit tenia 1.699 habitants, tenia 1.699 habitants, 716 habitatges, i 436 famílies. La densitat de població era de 520,6 habitants/km².
Dels 716 habitatges en un 31,1% hi vivien nens de menys de 18 anys, en un 43,7% hi vivien parelles casades, en un 12,4% dones solteres, i en un 39% no eren unitats familiars. En el 34,1% dels habitatges hi vivien persones soles el 19,1% de les quals corresponia a persones de 65 anys o més que vivien soles. El nombre mitjà de persones vivint en cada habitatge era de 2,37 i el nombre mitjà de persones que vivien en cada família era de 3,03.
Per edats la població es repartia de la següent manera: un 27,1% tenia menys de 18 anys, un 8,8% entre 18 i 24, un 24,8% entre 25 i 44, un 22,1% de 45 a 60 i un 17,2% 65 anys o més.
L'edat mediana era de 37 anys. Per cada 100 dones de 18 o més anys hi havia 84,9 homes.
La renda mediana per habitatge era de 24.702 $ i la renda mediana per família de 32.016 $. Els homes tenien una renda mediana de 27.202 $ mentre que les dones 19.333 $. La renda per capita de la població era de 14.390 $. Entorn del 15% de les famílies i el 17,6% de la població estaven per davall del llindar de pobresa.